# کوواگوت‌اوتوش
کوواگوت‌اوتوش (به مجاری:  Kővágótöttös) یک منطقهٔ مسکونی در مجارستان است که در ناحیه پچ واقع شده‌است.